# 島田謹介
島田 謹介（しまだ きんすけ、1900年6月28日 - 1994年6月30日）は、日本の写真家。

## 経歴
長野県埴科郡松代町（後の長野市松代）に、医師の息子として生まれ、旧制長野中学（長野県長野高等学校の前身）を卒業する。中学校時代は画家志望であったが、結核にかかり療養を余儀なくされる中で、病床で目にしたシベリア出兵の報道写真をきっかけに、報道カメラマンを志すようになり、1920年に中学校を卒業して上京した。
1920年、朝日新聞東京本社に入社して社会部写真係に所属する報道カメラマンとなり、1923年に『アサヒグラフ』が創刊されるとその写真班員となった。以降、関東大震災（1923年）、五・一五事件（1932年）、二・二六事件（1936年）などの取材にあたった。
朝日新聞社では写真部次長などを務め、1955年に定年退社。以降はフリーの写真家として、風景写真を中心に作品を発表した。写真集の題字は、書家の川村驥山が揮毫することがあった。
2001年に開設された長野市立博物館の付属施設「門前商家ちょっ蔵おいらい館」では、島田の作品が常設展示されている。

## おもな著書・写真集
- 武蔵野、暮しの手帖社、1956年
- 旅窓、朝日新聞社、1960年
- 雪国、暮しの手帖社、1962年
- 信濃路、雪華社、1964年
- 五十鈴川、広済堂出版、1969年
- 四季、日本交通公社、1972年
- 京の叙情、国際情報社、1974年
- 丘、朝日新聞社、1976年
- 山河、日本交通公社、1978年